# Championnat Pro A 2015-2016 (pallanuoto maschile)
Il Championnat Pro A 2015-2016 è la 121ª edizione della massima divisione del campionato francese maschile di pallanuoto. Le gare sono iniziate il 12 settembre 2015 e si concluderanno con la Final Four il 17-18 giugno 2016.
Le squadre partecipanti sono nove (una in meno rispetto all'edizione precedente), e si affrontano nel classico girone all'italiana con partite di andata e ritorno. A questa fase segue la Final Four per la conquista del titolo.

## Squadre partecipanti
| Club            | Città           | Piscina                            | Stagione 2014-2015               |
| --------------- | --------------- | ---------------------------------- | -------------------------------- |
| Aix-en-Provence | Aix-en-Provence | Piscina Yves Blanc                 | 5º posto                         |
| Douai           | Douai           | Piscine de l'Orient (Tournai, BEL) | 7º posto                         |
| Lilla           | Lilla           | Piscina Marx Dormoy                | 6º posto                         |
| Marsiglia       | Marsiglia       | Piscina Pierre-Garsau              | 1º posto; Campione di Francia    |
| Montpellier     | Montpellier     | Piscina olimpica d'Antigone        | 2º posto; Finalista              |
| Noisy-le-Sec    | Noisy-le-Sec    | Piscine Édouard-Herriot            | 9º posto; Retrocesso e ripescato |
| Olympic Nice    | Nizza           | Piscina Jean-Bouin                 | 3º posto; Semifinalista          |
| Sète            | Sète            | Centro balneario Raoul-Fonquerne   | 8º posto                         |
| Strasburgo      | Strasburgo      | Piscine de la Kibitzenau           | 4º posto; Semifinalista          |

## Regular season

### Classifica
|  | Pos. | Squadra         | Pt | G  | V  | N | P  | GF  | GS  | DR  |
|  | ---- | --------------- | -- | -- | -- | - | -- | --- | --- | --- |
|  | 1.   | Marsiglia       | 36 | 12 | 12 | 0 | 0  | 177 | 94  | +83 |
|  | 2.   | Strasburgo      | 31 | 13 | 10 | 1 | 2  | 158 | 120 | +38 |
|  | 3.   | Sète            | 22 | 13 | 7  | 1 | 5  | 154 | 133 | +21 |
|  | 4.   | Olympic Nice    | 22 | 13 | 7  | 1 | 5  | 137 | 122 | +15 |
|  | 5.   | Montpellier     | 18 | 12 | 5  | 3 | 4  | 123 | 101 | +22 |
|  | 6.   | Aix-en-Provence | 18 | 12 | 6  | 0 | 6  | 120 | 122 | -2  |
|  | 7.   | Douai           | 10 | 13 | 3  | 1 | 9  | 105 | 160 | -55 |
|  | 8.   | Noisy-le-Sec    | 4  | 12 | 1  | 1 | 10 | 99  | 146 | -47 |
|  | 9.   | Lilla           | 3  | 12 | 1  | 0 | 11 | 116 | 191 | -75 |

### Calendario e risultati
| Data    | And.  | 1ª giornata              | Rit.  | Data    |
| 12 set. | 12-11 | Aix - O.Nice             | 9-8   | 13 feb. |
| 12 set. | 9-19  | Lilla - Sète             | 10-16 | 13 feb. |
| 12 set. | 8-13  | Noisy-le-Sec - Marsiglia | 7-17  | 13 feb. |
| 12 set. | 18-7  | Strasburgo - Douai       | 11-8  | 13 feb. |
|         |       | Riposa: Montpellier      |       |         |

| Data    | And.  | 4ª giornata          | Rit.  | Data    |
| 10 ott. | 10-12 | Aix - Montpellier    | 6-8   | 16 apr. |
| 10 ott. | 11-7  | Noisy-le-Sec - Douai | 9-11  | 16 apr. |
| 10 ott. | 9-10  | O.Nice - Marsiglia   | 6-13  | 16 apr. |
| 10 ott. | 15-12 | Sète - Strasburgo    | 10-12 | 16 apr. |
|         |       | Riposa: Lilla        |       |         |

| Data   | And.  | 7ª giornata                | Rit. | Data    |
| 7 nov. | 10-16 | Lilla - Strasburgo         | -    | 28 mag. |
| 7 nov. | 11-6  | Marsiglia - Aix            | -    | 28 mag. |
| 7 nov. | 7-7   | Montpellier - Noisy-le-Sec | -    | 28 mag. |
| 7 nov. | 12-5  | O.Nice - Sète              | -    | 28 mag. |
|        |       | Riposa: Douai              |      |         |

| Data    | And.  | 2ª giornata              | Rit. | Data    |
| 19 set. | 13-12 | Aix - Sète               | 9-14 | 13 apr. |
| 19 set. | 13-11 | Douai - Lilla            | 17-9 | 13 apr. |
| 12 mar. | 6-8   | Montpellier - Strasburgo | 8-9  | 13 apr. |
| 19 set. | 9-7   | O.Nice - Noisy-le-Sec    | 14-9 | 13 apr. |
|         |       | Riposa: Marsiglia        |      |         |

| Data    | And.  | 5ª giornata          | Rit.  | Data    |
| 24 ott. | 9-17  | Douai - Marsiglia    | 4-19  | 19 feb. |
| 24 ott. | 12-13 | Lilla - O. Nice      | 8-15  | 20 feb. |
| 24 ott. | 6-11  | Sète - Montpellier   | 9-9   | 20 feb. |
| 24 ott. | 14-9  | Strasburgo - Aix     | 13-11 | 20 feb. |
|         |       | Riposa: Noisy-le-Sec |       |         |

| Data    | And.  | 8ª giornata           | Rit. | Data   |
| 30 gen. | 8-3   | Aix - Douai           | -    | 7 mag. |
| 30 gen. | 12-10 | Lilla - Noisy-le-Sec  | -    | 7 mag. |
| 30 gen. | 14-9  | Marsiglia - Sète      | -    | 7 mag. |
| 30 gen. | 9-14  | Montpellier - O. Nice | -    | 7 mag. |
|         |       | Riposa: Strasburgo    |      |        |

| Data    | And.  | 3ª giornata             | Rit. | Data    |
| 3 ott.  | 20-4  | Montpellier - Douai     | 7-7  | 23 gen. |
| 3 ott.  | 8-18  | Noisy-le-Sec - Sète     | 7-11 | 27 feb. |
| 28 ott. | 7-7   | O. Nice - Strasburgo    | 9-13 | 27 feb. |
| 21 feb. | 21-12 | Marsiglia - Lilla       | 20-5 | 27 feb. |
|         |       | Riposa: Aix-en-Provence |      |         |

| Data    | And. | 6ª giornata               | Rit. | Data    |
| 31 ott. | 13-6 | Aix - Lilla               | -    | 21 mag. |
| 31 ott. | 8-10 | Douai - O. Nice           | -    | 21 mag. |
| 31 ott. | 9-8  | Marsiglia - Montpellier   | -    | 21 mag. |
| 31 ott. | 13-7 | Strasburgo - Noisy-le-Sec | -    | 21 mag. |
|         |      | Riposa: Sète              |      |         |

| Data    | And.  | 9ª giornata            | Rit. | Data    |
| 6 feb.  | 12-18 | Lilla - Montpellier    | -    | 14 mag. |
| 10 feb. | 9-14  | Noisy-le-Sec - Aix     | -    | 14 mag. |
| 5 mar.  | 10-7  | Sète - Douai           | -    | 14 mag. |
| 6 feb.  | 11-13 | Strasburgo - Marsiglia | -    | 14 mag. |
|         |       | Riposa: O. Nice        |      |         |